# Pierre Delforge
Pierre Delforge (1945) è un botanico belga.
Il suo principale campo di interesse è lo studio delle orchidee del bacino del Mediterraneo. 
È autore di numerose pubblicazioni sull'argomento e referente della IUCN per le orchidee europee.
Ha descritto oltre 400 diverse specie e sottospecie di orchidee tra cui Ophrys archimedea, Ophrys sabulosa, Ophrys explanata, Ophrys flammeola.

## Opere
- Delforge P., Orchids of Britain and Europe, London, HarperCollins, 1995, ISBN 0-00-220024-4.
- Delforge P., Orchids of Europe, North Africa And the Middle East, Timber Press, 2006, ISBN 0-88192-754-6.
- Delforge P., Guide des orchidées de France, de Suisse et du Benelux, Delachaux et Niestlé, 2007, ISBN 2-603-01503-6.

| P.Delforge è l'abbreviazione standard utilizzata per le piante descritte da Pierre Delforge. Consulta l'elenco delle piante assegnate a questo autore dall'IPNI. |

| Controllo di autorità | VIAF (EN) 39470211 · ISNI (EN) 0000 0001 0889 9258 · LCCN (EN) no2006135250 · GND (DE) 1098435559 |